# Prionocera sordida
Prionocera sordida är en tvåvingeart som först beskrevs av Friedrich Hermann Loew 1863.  Prionocera sordida ingår i släktet Prionocera och familjen storharkrankar. Inga underarter finns listade i Catalogue of Life.